# Воронино (Большесельский район)
В Ярославской области есть ещё семь деревень с таким названием.
Воронино — деревня в Благовещенском сельском поселении Большесельского района Ярославской области.

## Население
По данным статистического сборника «Сельские населенные пункты Ярославской области на 1 января 2007 года», в деревне Воронино не числится постоянных жителей. По топокарте 1975 года в деревне проживало 5 человек.

## География
Деревня находится на северо-востоке района, вблизи границы с Рыбинским районом. Она находится на расстоянии около 2 км к юго-западу от железной дороги Ярославль-Рыбинск и на расстоянии 2,5 км к западу от железнодорожной платфориы Чижово. Деревня стоит на небольшом поле, окружённом лесами, к северу от неё  на расстоянии 1 км на том же поле стоит деревня Тарасово. Через Воронино и Тарасово проходит дорога от посёлка Варегово (Вареговское сельское поселение) к центру сельского поселения деревне Борисовское. Дорога эта огибает район торфоразработок, расположенный к юго-западу от деревни. Примерно в 1 км к югу-востоку от деревни, отделённая лесом, протекает река Черёмуха, это самый верх веки, исток которой находится к западу от станции Чижово. К юго-западу от Воронино естественное русло реки спрямлено канавой, которая оконтуривает район торфоразработок.

## История
Деревня Воронина указана на плане Генерального межевания Борисоглебского уезда 1792 года. В 1825 году Борисоглебский уезд был объединён с Романовским уездом. По сведениям 1859 года деревня относилась к Романово-Борисоглебскому уезду.